# Ctenomys pilarensis
El tuco-tuco de Pilar (Ctenomys pilarensis) es una especie de roedor del género Ctenomys de la familia Ctenomyidae. Habita en el nordeste del Cono Sur de Sudamérica.

## Taxonomía
Esta especie fue descrita originalmente en el año 1993 por el zoólogo argentino Julio Rafael Contreras.
Localidad tipo
La localidad tipo referida es: “Yatayty (26°52′S 58°18′W), 4,5 kilómetros al este de Pilar departamento de Ñeembucú, Paraguay”.
Etimología
El término específico es un topónimo que refiere al lugar donde fue capturado el ejemplar tipo, los alrededores de la ciudad paraguaya de Pilar.
Caracterización y relaciones filogenéticas
El cariotipo es 2n=48 o 50, FN=50.

## Distribución geográfica y hábitat
Esta especie de tuco-tuco es endémica de la zona oriental de la ciudad de Pilar, en los departamentos de Ñeembucú y Misiones, en el  sudoeste de la región oriental del Paraguay.